# サンフランシスコ会議
サンフランシスコ会議（サンフランシスコかいぎ、英語: San Francisco Conference）は、1945年4月25日から6月26日にかけて、アメリカ合衆国サンフランシスコのウォーメモリアル・オペラハウスで開かれた連合国会議。正式には国際機構に関する連合国会議（英語: United Nations Conference on International Organization）。

## 概要
この会議はダンバートン・オークス会議で提起された国際連合憲章を採択して国際連合設立を決定し、第二次世界大戦の戦後処理と国際平和問題について討議を行うものであった。
この会議はアメリカ、イギリス、ソビエト連邦、中華民国によって招集され、1945年3月1日までに連合国共同宣言に署名した42カ国が招請された。ただし会議開幕後にはアルゼンチン、デンマーク、そしてソ連の構成国であるウクライナとベラルーシが招請され、会議参加国は50カ国となった。
このウクライナとベラルーシの扱いについては、ヤルタ会談で次のような三首脳の取引があったためであった。まずスターリンは社会主義国の議席を増やすことを狙ってウクライナとベラルーシの加盟を要求した。厳密には主権国家とは言えないこの二国が加盟すればソ連は自動的に3票もつことになるので、アメリカのＦ＝ルーズヴェルトは難色を示した。しかしチャーチルはイギリス帝国内の自治領インドを加盟させることでバランスをとろうとした。結局ルーズヴェルトも国連安全保障理事会の拒否権問題でソ連の妥協を引き出すためには“多少の犠牲を払っても良い”との判断からスターリンの要求を呑んだ。その結果、ベラルーシ、ウクライナとともに、まだ正式に独立していなかったインド、フィリピン、シリアが参加することになったのだった。
参加資格を有していた国のなかで、ポーランドはロンドン亡命政府とルブリン政府の対立から代表を一元化できず、代表を派遣できなかった。しかし、その後に単一の政府が成立し、憲章の署名には加わったため、原加盟国は51カ国となった。
チャーチル首相が会議の司会を行ったとされている。

## 脚註
1. 1 2  「サンフランシスコ会議」『ブリタニカ国際大百科事典小項目事典』。コトバンクより2023年1月29日閲覧。
2. ↑  瀬岡直 2007, pp. 51–52.